# Thomas Campbell (poet)
Thomas Campbell, född 27 juli 1777 och död 15 juni 1844, var en brittisk skald.
Campbell studerade dels i sin födelsestad Glasgow, dels i Tyskland, han framträdde 1799 med en längre lärodikt i 1700-talets stil: The pleasures of hope. Campbells synnerligen omfångsrika diktning är känd för sin klassiska formskönhet, men framför allt vilar hans berömmelse på hans kortare patriotiska dikter, främst Ye, mariners of England, endast 4 strofer lång. Dikten skrevs i samband med synen av några fångna engelska sjömän i Hamburg 1801. Som hedersbevisning valdes han tre år i rad till lordrektor över universitetet i Glasgow.